# Втрати 34-го окремого мотопіхотного батальйону
У статті описано деталі загибелі бійців 34-го окремого мотопіхотного батальйону.
На 25 листопада 2014 року у батальйоні 11 загиблих і 53 поранених. Так, під час сутички з сепаратистами 13 серпня під Горлівкою, від вогневого обстрілу з мінометів та реактивних систем загинули вояки 34-го БТро молодший сержант Петрович Віталій Іванович (1981 р.н.) та рядовий солдат Крадожон Роман Павлович (1977 р.н.).
21 липня під Неліпівкою, Донецька область, загинув командир роти, підполковник (посмертно) Майстерюк Роман Андрійович. Того ж дня на блокпосту під Костянтинівкою — старший лейтенант Григорій Терехов.
17 жовтня 2014-го загинув на блокпосту № 7 під селом Озерянівка солдат Сергій Горобець. 19 жовтня при виконанні бойового завдання у Донецькій області загинув солдат Безверхній Володимир Олексійович. 14 листопада в Артемівську загинув солдат Лучечко Андрій Ярославович. 19 грудня від поранень помер солдат Ярослав Гайда.
Станом на 29 грудня 2014 року в зоні проведення АТО в ході виконання бойових завдань загинуло 12 військовослужбовців батальйону, 63 було поранено. Серед утрат: Віктор Бойко, Фаріз Ібрагімов, Григорій Терехов, Володимир Безверхній, Сергій Хрипунов, Микола Томак, Сергій Горобець, Андрій Пучечко.
9 січня 2015-го після 12-ти операцій та 5-місячної госпіталізації помер важкопоранений під Дебальцевим солдат Андрій Соколенко. 26 квітня помер в приміщенні підрозділу військової частини на блокпосту Вадим Курячанський. 11 липня загинув під Горлівкою при виконанні бойового завдання старший солдат Михайло Крегул: автомобіль МАЗ-537 підірвався на протитанкових мінах ТМ-62М. 26 липня пізно увечері загинув поблизу смт Зайцеве внаслідок підриву на міні під час слідування у військовій вантажівці ГАЗ-66 старший лейтенант 34-го батальйону Станіслав Душа. 13 серпня під час виконання бойового завдання поблизу Зайцевого (Горлівська міська рада) загинув сержант Іван Юган. Тоді ж під час гранатометного обстрілу терористами зник безвісти старший сержант Геннадій Логвин. 15 жовтня 2015-го помер від серцевого нападу старший солдат Сергій Вівсяний.
14 листопада 2015 року під час обстрілу російськими терористами поблизу Зайцевого зазнав смертельного осколкового поранення в голову старший сержант Володимир Шишко. 1 листопада 2015 року загинув Левін Олександр Михайлович. 21 січня 2016, солдат Авдєєв Андрій Миколайович, Артемове Торецької міської ради. 25 лютого помер від поранень молодший сержант Глушко Олександр Олександрович. 31 березня 2016 року під час несення служби у місті Костянтинівка помер солдат Артеменко Святослав Олегович. 11 червня 2016-го в нещасному випадку загинув демобілізований старшина Євген Бусигін.
15 січня 2017 року загинув під час несення військової служби в Запорізькій області солдат Надточеєв Олександр Олександрович. 1 липня 2017 року загинули в результаті підриву на міні з «розтяжкою» під час виконання робіт з інженерного обладнання на взводному опорному пункті поблизу селища Піски Ясинуватського району старший сержант Дядченко Сергій Петрович та солдат Сініцин Володимир Володимирович.
10 січня 2018-го під час виконання бойового завдання підірвалась БРДМ-2 на невстановленому вибуховому пристрої поблизу селища Піски (Ясинуватський район) — техніка долала річку, підрив був настільки потужним, що БРДМ перевернулась, її частини розкидало на більш як 200 метрів. Тоді від мінно-вибухової травми загинули солдати Геннадій Вегера та Віктор Сухін. 19 лютого загинув під час виконання бойового завдання поблизу селища Піски (Ясинуватський район) сержант Єгоров Валерій Ігорович — група Єгорова потрапила під обстріл з АГС-17, Валерій зазнав осколкового поранення у голову, ще дві години боровся за життя. 12 квітня загинув від кулі снайпера поблизу селища Піски (Ясинуватський район), рятуючи важкопораненого товариша, сержант Начосний Денис Миколайович. 16 квітня 2018 року загинув під час мінометного обстрілу селища Піски (Ясинуватський район) під вечір від осколкового поранення на ВОП «Пекло» сержант Черкун Максим Миколайович.
Загинув 5 квітня 2019-го від кулі снайпера на ВОП в районі с-ща Піски (Ясинуватський район) старший солдат Фармагей Юрій Миколайович («Миколаїч»). 13 червня 2019 року під час виконання бойового завдання в районі с-ща Піски (Ясинуватський район) від мінно-вибухової травми старший солдат Молозовенко Віталій Володимирович.
05 березня 2020 року, близько 23:00, поблизу с-ща Піски (Ясинуватський район) від мінно-вибухової травми внаслідок підриву на невстановленому вибуховому пристрої загинув старший солдат Осичкін Дмитро Валерійович. Похований в с. Новогригорівці Херсонська область.